# 메네스 (신화)
메네스(라트비아어: Mēness) 또는 메눌리스(리투아니아어: Mėnulis)는 발트 신화의 주요 신들 중 한 명으로 달의 신이다. 달빛, 시간의 전사, 왕자(작은 신)으로 불리며 절기를 만들었다. 달빛으로 식물의 성장을 자극한다. 밤에는 어둠과 사악한 생물들이 태어났는데, 메네스는 신비한 전사로서 부정적인 것들과 싸운다. 메네스는 빛을 비춰 사람들이 모든 종류의 위험으로부터 자신을 보호하도록 도와주었다. 별들은 벨니아스와 라가나로부터 메네스를 보호했다.

## 라트비아다이나에서의 메네스
아침과 저녁별인 두 명의 자식이 있다. 메네스는 밤과 일의 과정과 청문회의 과정에서 사람들의 수호자이자 도우미였다.
몇 곡의 노래에서 메네스는 군인으로 묘사되어 있으며, "하늘의 결혼" 다이나에서는 신부, 신랑, 주인으로 활동한다. 사울레 딸들과 디에바스의 아들들에 관한  천체 활동에 관한 다이나에서 달은 때때로 디에바스의 아들 중 하나로 표현된다. 메네스는 사울레의 남편이나 사울레 딸의 연인, 약혼자, 배신자로 묘사된다. 다이나에 나타나는 절기는 메네스와 사울레의 싸움의 전체 가족 생활과 관련이 있다. 일부 다이나에서 메네스는 여성성을 지닌 달빛으로 묘사된다.

## 신화에서의 메네스
메네스의 아내는 사울레로 신화에서 행성으로 상징되는 딸과 함께 메네스에 실망하는 경향이 있다.  리투아니아 신화에서 메눌리스가 가장 좋아하는 것은 사울레의 딸이나 시녀로 나오는 아우슈리네 ( "아우스미예나 라트비아어: Ausmiņa", 금성)이며 이는 라트비아 신화의 아우세클리스 또는 아우스트리옌스(Austriņš)에 해당한다.
라트비아 신화에서 낮과 밤의 묘사를 보여주는데 메네스는 아우세클리스와 결혼하는 신부 사울리테의 딸을 결혼식 당일에 납치한다.
배신으로 분노한 사울리테에게 칼로 조각나서 얼굴이 반으로 잘린 것처럼 보이게 되었다. 그 후로도 반성하지 않은 채 사울리테의 딸과 불륜을 계속하고 사울리테는 딸을 질투하지 않으려고 노력한다.

## 같이 보기
- 사울레